# Adam Strzelczyk
Adam Strzelczyk (* 1. August 1978 in Gdynia) ist ein Neurologe und Epileptologe.

## Leben
Nach dem Erwerb der allgemeinen Hochschulreife am Johanneum zu Lübeck 1998 und dem Zivildienst in der Klinik für Strahlentherapie und Nuklearmedizin der Medizinischen Universität zu Lübeck von 1998 bis 1999 studierte Strzelczyk von 1999 bis 2006 Humanmedizin in Heidelberg und London. Nach der Medizinalassistentenzeit absolvierte er seine Facharztweiterbildung an den Kliniken für Neurologie und Psychiatrie am Standort Marburg des Universitätsklinikums Gießen und Marburg. Im Bereich Epileptologie (bei Felix Rosenow) der Neurologie des Universitätsklinikums Marburg war er ab 2012 Oberarzt, 2014 erfolgte die Habilitation für Neurologie und Ernennung zum Privatdozenten, 2016 zum außerplanmäßigen Professor.
Parallel erwarb er die Zusatzbezeichnungen Geriatrie (2014) sowie Neurologische Intensivmedizin (2015) und schloss ein Studium zum Master of Health Business Administration (MHBA) ab (ebenfalls 2015).
2015 wechselte er mit Rosenow als Leitender Oberarzt des neu gegründeten Epilepsiezentrums Frankfurt Rhein-Main und Oberarzt der Klinik für Neurologie an das Universitätsklinikum Frankfurt am Main.
Strzelczyk ist verheiratet und hat zwei Töchter.

## Werk
Strzelczyk ist (Ko-)Autor von bislang etwa 80 Pubmed-gelisteten Publikationen in Fachzeitschriften oder Büchern.
Seit 2017 ist Strzelczyk zusammen mit Friedhelm C. Schmitt Herausgeber der „Zeitschrift für Epileptologie“ der Deutschen Gesellschaft für Epileptologie (DGfE).
Strzelczyk ist seit 2017 Sekretär der Arbeitsgemeinschaft für prächirurgische Diagnostik und operative Epilepsietherapie e. V.